# Only If...
"Only If..." er en sang af den irske musiker Enya. Den blev udgivet den 10. november 1997 som førstesingle fra hendes opsamlingsalbum Paint the Sky with Stars (1997). Sangen nåede ind på hitlisterne i adskillige lande. Den tilhørende musikvideo blev fremhævet for sin kreativ instruktion. Enya promoverede sangen i interview og med optræden i The Rosie O'Donnell Show, Late Show with David Letterman og Royal Variety Performance.

## Spor
| 1. | "Only If.."                  | 3:18 |
| 2. | "Willows on the Water"       | 3:02 |
| 3. | "Oíche Chiún (Silent Night)" | 3:45 |

| 1. | "Only If.."                  | 3:18 |
| 2. | "Oíche Chiún (Silent Night)" | 3:45 |

## Hitlister
| Hitliste (1997–1998)                             | Højeste placering |
| ------------------------------------------------ | ----------------- |
| Australia (ARIA)                                 | 94                |
| Belgien (Ultratip Flanderen)                     | 16                |
| Finland (Suomen virallinen lista)                | 23                |
| Tyskland (Official German Charts)                | 68                |
| Iceland (Íslenski Listinn Topp 40)               | 30                |
| Netherlands (Dutch Tipparade 40)                 | 19                |
| Holland (Single Top 100)                         | 78                |
| Poland (Music & Media)                           | 4                 |
| Skotland (Official Charts Company)               | 44                |
| Storbritannien Singles (Official Charts Company) | 43                |
| USA Billboard Hot 100                            | 88                |